# Dear Jessie
Singles de Madonna
Oh Father
(1989) Keep It Together
(1990)
Pistes de Like a Prayer
Cherish
(6) Oh Father
(8)
Dear Jessie est une chanson de l'artiste américaine Madonna issue de son quatrième album studio, Like a Prayer. Elle est le cinquième single et sort le 10 décembre 1989 sous le label Sire Records. La chanson est écrite et produite par Madonna et Patrick Leonard et s'inspire de la fille de Leonard, Jessie, qu'il a déjà amenée au studio. Dear Jessie sort uniquement au Royaume-Uni, dans quelques pays européens, en Australie et au Japon. La chanson ressemble plus à une berceuse qu'à une chanson pop, avec des cordes et des synthétiseurs. Il y a aussi des trompettes durant le break où le tempo change. La chanson évoque une prairie fantastique psychédélique où des éléphants roses se promènent avec des lunes et des sirènes.
Après sa sortie, Dear Jessie reçoit des critiques mitigées qui se plaignent d'une présence trop importante de la fantaisie dans la chanson mais complimentent la structure. La chanson connaît un succès commercial modéré en atteignant le top 10 au Royaume-Uni et en Irlande ainsi que le top 20 en Allemagne, Espagne et Suisse. Le clip vidéo est un dessin animé qui montre une petite fille qui se réveille à cause de la chanson et joue avec les personnages. Madonna n'apparaît pas dans le clip en personne mais en tant que la fée Clochette.

## Genèse
Quand Madonna commence à travailler sur Like a Prayer, elle est dans un état dépressif, à la suite notamment de son divorce avec Sean Penn, la trentaine et les mauvaises critiques sur sa pièce de théâtre. Elle a déjà quelques idées qui pourraient être la direction musicale de l'album. Alors que Madonna choisit, les producteurs Patrick Leonard et Stephen Bray composent des mélodies et donnent des idées qui pourraient lui convenir. Un jour, alors qu'elle enregistre Like a Prayer au studio, Leonard n'emmène pas sa fille à l'école et comme sa femme est partie, il l'amène au studio Jonny Yuma. Madonna, qui est d'abord en colère parce qu'il est en retard, parle avec Jessie. Elle commente : « C'était comme si j'étais ma mère et qu'elle était moi. Nous avons joué dans l'arrière-cour ». En voyant leur camaraderie, Leonard approche Madonna avec une chanson qu'il a écrite pour sa fille : Dear Jessie. Madonna change quelques paroles et accepte de l'enregistrer pour Like a Prayer durant les trois jours suivants.
Dear Jessie est le quatrième single de Like a Prayer dans certains pays d'Europe et au Royaume-Uni et le cinquième en Australie et au Japon ; elle n'est jamais parue aux États-Unis. La pochette utilise une photo de Herb Ritts prise en 1987. Elle montre Madonna sur un lit, serrant un drap sur sa poitrine et portant un serre-tête en forme d'oreilles de Minnie. Elle fait référence aux premières critiques sur les chansons de Madonna où elle avait une « voix de Minnie Mouse qui a respiré de l'hélium ».

## Structure musicale
Selon Rikky Rooksby, auteur de The Complete Guide to the Music of Madonna, Dear Jessie sonne plus comme une berceuse qu'une chanson pop. Elle commence par le son des cordes sur une mélodie joyeuse. Madonna chante les couplets sans chœurs pour accompagner sa voix. Cependant, dans le refrain, quand elle chante « Pink elephants and lemonades, Dear Jessie hear the laughter raining on your love-parade », plusieurs voix sont entremêlées et chantent en permanence « La-la ». Les synthétiseurs arrivent dans le second couplet et le second refrain change de tempo et de mesure, précédant un fou rire de bébé.
Alors que Madonna finit de chanter « Close your eyes, sleepy-head, It is time for your bed, Never forget what I said, Hang on.. » une trompette entre dans la chanson. Le break ressemble à de la musique espagnole car le glissando évoque les arrangements. Cela est suivi du pont et du refrain. Dear Jessie se termine avec tous les instruments en fondu, excepté l'orchestre qui semble très faible et distordu comme s'il venait d'une radio déformée. Selon la partition publiée par Alfred Publishing Co. Inc., Dear Jessie a une mesure en 4/4 avec un tempo de 120 pulsations par minute. Elle est composée dans la tonalité de Ré mineur et la voix de Madonna s'étend entre les notes Do3 et Ré5. La chanson suit la séquence Si mineur, La, Si mineur, Ré et La comme progression d'accords dans les couplets et Ré, Si mineur, Sol, La et Ré dans les refrains. Les paroles évoquent une prairie psychédélique dans laquelle des éléphants roses se promènent avec des lunes et des sirènes dansantes. Elles font référence à des personnages de contes de fées et créent une image d'enfants qui jouent ensemble. Le refrain est plus tard utilisé par la chanteuse Rollergirl en 1999 pour le single Dear Jessie.

## Accueil

### Critique
L'auteur Santiago Fouz-Hernández commente dans son livre, Madonna's drowned worlds, que la chanson est une anxiété des pensées de Madonna sur le terme « enfance » et sur la même échelle, la « féminité ». Clive Barker, auteur de New Theatre Quarterly 46, Part 2, décrit les paroles comme une métaphore à l'éjaculation précoce en écrivant : « Madonna semble faire un jeu de mots sur un point ». Christopher P. Anderson, auteur de Madonna: Unauthorized, décrit Dear Jessie comme « une confection psychédélique mélancolique de carrousels et d'éléphants roses, la chanson dictent les berceuses que votre mère vous chantait ». Robin Anne Reid, auteur de Women in Science Fiction and Fantasy: Overviews, complimente le fait que « si cette sorte de fantaisie que Madonna évoque se mélange au sexe et olé olé, elle peut aussi creuser dans un monde de sirènes, fontaines de jouvence, lutins et lanternes magiques comme dans Dear Jessie ».
Lucy O'Brien, auteur de Madonna: Like an Icon, caractérise la chanson comme « une écoute à l'innocence enfantine » mais trouve que Madonna surfait l'imagerie fantastique. O'Brien préfère des chansons fantastiques de Madonna plus récentes comme celles sur les albums Bedtime Stories et American Life. Edna Gunderson de USA Today trouve que la chanson est « une berceuse sucrée » mais argue qu'elle ne fera pas partie de ses tubes mémorables. Ian Blair de Chicago Tribune trouve la piste « entraînante » et loue la qualité de la structure musicale. Richard Harrington de The Washington Post, en déduit qu'avec cette chanson, Madonna revient sur ses propres émotions maternelles, ce qu'elle n'a pas pu recevoir de sa propre mère à cause de sa mort prématurée. Mike Mentos de Los Angeles Daily News n'est pas impressionné par Dear Jessie et commente : « La voix de Madonna ne possède aucun contrôle, aucune puissance ni aucune émotion qui apporteraient des expériences néo-baroques comme Dear Jessie ou Oh Father ».

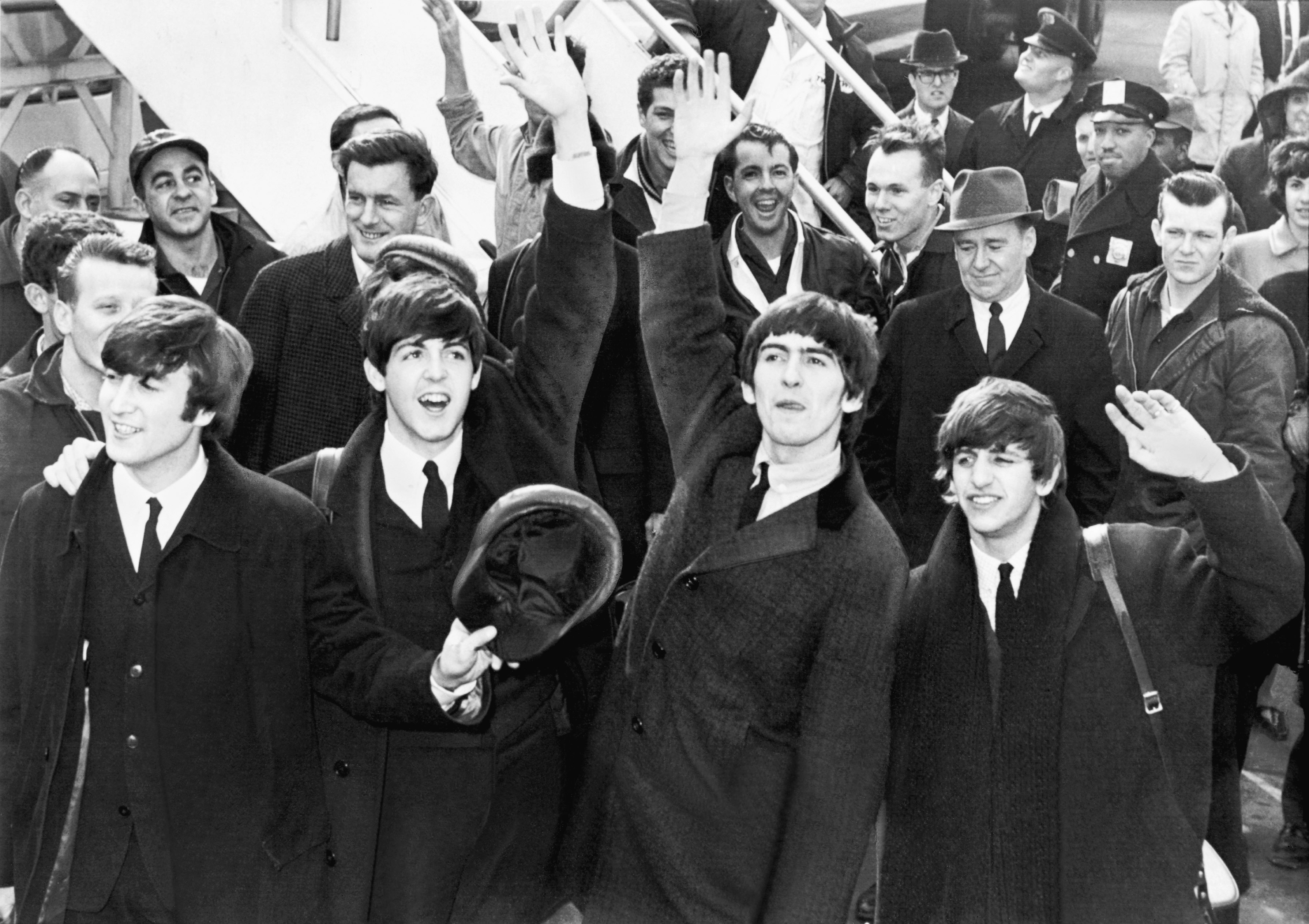
Dear Jessie a été comparée avec les travaux des Beatles.

Beaucoup de critiques comparent Dear Jessie au travail des Beatles. Allan Metz, un des auteurs de The Madonna Companion: Two Decades of Commentary, trouve la structure musicale de la chanson « jolie et richement orchestrée ». Il ajoute qu'elle aurait été meilleure dans la bande originale Yellow Submarine. La similitude avec les Beatles est remarquée par Stephen Holden de The New York Times qui la décrit comme « une pièce stylée du psychédélisme des Beatles ». Joey Levy de Spin trouve Dear Jessie « incroyable » et décrit sa réaction : « Wow ! C'est soigné ! ». Il ajoute qu'on dirait Prince chantant pour l'album Sgt. Pepper's Lonely Hearts Club Band. Kevin Phinney d'Austin American-Statesman compare la chanson au travail solitaire de John Lennon. Phinney se demande comment Madonna en est venue à cette chanson car Like a Prayer est rempli de chansons à double-sens.

### Commercial
Au Royaume-Uni, Dear Jessie débute à la neuvième place du UK Singles Chart le 16 décembre 1989. Au bout de deux semaines, elle atteint la cinquième position et y reste deux semaines. Elle reste neuf semaines dans le classement et est certifiée disque d'argent par la British Phonographic Industry (BPI) pour la vente de 200 000 exemplaires. Selon The Official Charts Company, la chanson s'est vendue à 255 000 exemplaires. En Australie, la chanson n'atteint que la 51e place et reste trois semaines dans le hit-parade. Au Japon, Dear Jessie atteint le top 40 mais s'arrête au 25e rang. En Allemagne, la chanson atteint la 19e place et reste dans le hit-parade pendant 19 semaines. En Irlande, la chanson atteint la troisième position et reste six semaines dans le classement. Elle n'atteint pas le top 20 en Autriche et reste deux semaines dans le classement. Elle n'atteint le top 10 ni en Espagne ni en Suisse mais arrive en 17 et seizième positions,. Dear Jessie à la 37e place du hit-parade néerlandais et atteint la 25e position. Dans le hit-parade européen de Music & Media, Dear Jessie arrive en neuvième position.

## Clip
Le clip est produit par Animation City, une compagnie de dessin animé de Londres, et réalisé par Derek Hayes. La vidéo est principalement sous forme de dessin animé et ne montre pas Madonna sauf sous la forme de fée Clochette,. Avec Hayes, six personnes travaillent sur ce dessin animé. Elle est incluse dans la compilation She's Breathless. La vidéo commence avec une petite fille qui dort dans son lit. Alors que la musique commence, des rayons de lumière émanent d'une radio et des violons animés jouent la musique. Le soleil se lève sur un tableau, la fille se réveille et joue avec sa poupée. Une fée tape tous ses jouets sur le sol, et une large théière envoie un arc-en-ciel par son bec. Une petite fille en version animée glisse sur l'arc-en-ciel et interprète le paroles de la chanson en attrapant une étoile et saute sur la Lune.
Au début du second couplet, des éléphants roses flottent au-dessus du lit de la fille et Madonna sort d'un dessin et fait un clin d'œil. Elle emmène la petite fille dans un autre dessin avec d'autres créatures fantastiques et mythologiques : dragons, princes, licornes et un château où Madonna danse avec la Lune. Une scène aquatique suit avec des poissons et des sirènes puis un défilé des jouets de la petite fille. Alors que la chanson se termine, la fée tape sur la fille et elle commence à bailler. Elle se rendort et ses jouets redeviennent normaux. Les violons et les instruments rentrent dans la radio et la chanson se termine.

## Versions
Vinyle 33 tours britannique/CD picture disc,
1. Dear Jessie – 4:20
2. Till Death Do Us Part – 5:09

Vinyle 45 tours britannique/CD single
1. Dear Jessie – 4:20
2. Till Death Do Us Part – 5:09
3. Holiday (12" version) – 6:20

## Crédits
Crédits issus de l'album Like a Prayer.
- Madonna – auteur, productrice
- Patrick Leonard – auteur, producteur, arrangement, mixage
- Bill Meyers – arrangement, mixage
- Chuck Findley – arrangement, trompette
- Nadirah Ali – chœurs
- Rose Banks – chœurs
- Guy Pratt – programmation, synthétiseur
- Paulinho da Costa – percussion
- Herb Ritts – pochette du disque

## Classements et certifications
| Pays        | Position | Certification |
| ----------- | -------- | ------------- |
| Allemagne   | 19       | –             |
| Australie   | 51       | –             |
| Autriche    | 21       | –             |
| Espagne     | 17       | –             |
| Europe      | 9        | –             |
| Irlande     | 3        | –             |
| Japon       | 25       | –             |
| Pays-Bas    | 25       | –             |
| Royaume-Uni | 5        | Argent        |
| Suisse      | 16       | –             |

## Compléments